# MTV Video Music Award – nagroda MTV2
Poniższa lista przedstawia kolejnych zwycięzców nagrody MTV Video Music Awards w kategorii MTV2 Award.
| Rok  | Wykonawca              | Utwór                    |
| ---- | ---------------------- | ------------------------ |
| 2001 | Mudvayne               | "Dig"                    |
| 2002 | Dashboard Confessional | "Screaming Infidelities" |
| 2003 | AFI                    | "Girl’s Not Grey"        |
| 2004 | Yellowcard             | "Ocean Avenue"           |
| 2005 | Fall Out Boy           | "Sugar, We’re Goin Down" |
| 2006 | 30 Seconds to Mars     | "The Kill"               |